# جاك سيمون
جاك سيمون (بالفرنسية: Jacques Simon)‏ (مواليد 20 مارس 1941 في أومونفيل لوروج - 5 ديسمبر 2017) هو لاعب كرة قدم فرنسي معتزل كان يجيد اللعب في خط الوسط.
لعب سيمون في أندية إكويوردريفيل هاينيفيل (1953-1954) تشيربورغ (1959-1963) نانت (1963-1968) بوردو (1968-1970) النجم الأحمر (1970-1973).
ساهم سيمون في تتويج نادي نانت ببطولة دوري الدرجة الأولى مرتين موسمي 1964/1965 و1965/1966 وعلى المستوى الشخصي توج سيمون هدافا لبطولة دوري الدرجة الأولى في موسم 1964/1965.
شارك سيمون مع منتخب فرنسا في 15 مباراة دولية مسجلا هدف واحد في الفترة من 1965 إلى 1969. تم استدعائه للمشاركة في بطولة كأس العالم لكرة القدم 1966 التي أقيمت في إنجلترا. غاب عن المباراة الأولى أمام منتخب المكسيك التي انتهت بالتعادل 1/1 وشارك أساسيا في المباراتين التاليتين أمام منتخبي الأوروغواي وإنجلترا واللتين انتهت بالخسارة 1/2 و0/2 على التوالي.

## روابط خارجية
- جاك سيمون على موقع قاعدة بيانات كرة القدم.إي يو (الإنجليزية)
- جاك سيمون على موقع ناشيونال فوتبول تيمز (الإنجليزية)